# 塩津村 (滋賀県)
塩津村（しおつむら）は、滋賀県伊香郡にあった村。現在の長浜市の北西部、近江塩津駅の周辺にあたる。

## 地理
- 山岳：日計山
- 湖沼：琵琶湖
- 河川：大川

## 歴史
- 1889年（明治22年）4月1日 - 町村制の施行により、西浅井郡塩津浜村・岩熊村・祝山村・野坂村・塩津中村・余村・横波村・集福寺村・沓掛村の区域をもって発足。
- 1897年（明治30年）4月1日 - 所属郡が伊香郡に変更。
- 1955年（昭和30年）4月1日 - 永原村と合併して西浅井村が発足。同日塩津村廃止。

## 交通

### 鉄道路線
現在は旧村域に北陸本線・湖西線の近江塩津駅が所在するが、当時は未開業。北陸本線は1957年まで後の柳ヶ瀬線のルートであったため、本村域は通過していなかった。

### 道路
- 国道8号